# Beran Selo
Beran Selo je prigradsko naselje u comuna Berane, Muntenegru. Conform datelor de la recensământul din 2003, orașul are 1483 de locuitori (la recensământul din 1991 erau 1286 de locuitori).

## Demografie
În orașul Beran Selo locuiesc 1053 de persoane adulte, iar vârsta medie a populației este de 32,3 de ani (32,0 la bărbați și 32,5 la femei). În localitate sunt 372 de gospodării, iar numărul mediu de membri în gospodărie este de 3,96.
Populația localității este foarte eterogenă.
|  |

| Demografie | Demografie | Demografie |
| An         | Locuitori  | Locuitori  |
| ---------- | ---------- | ---------- |
|            |            |            |
|            |            |            |
|            |            |            |
|            |            |            |
| 1948       | 362        |            |
| 1953       | 223        |            |
| 1961       | 487        |            |
| 1971       | 962        |            |
| 1981       | 1322       |            |
| 1991       | 1286       | 1282       |
| 2003       | 1568       | 1483       |

| \| Componența etnică conform recensământului din 2003[2] \| Componența etnică conform recensământului din 2003[2] \| Componența etnică conform recensământului din 2003[2] \| Componența etnică conform recensământului din 2003[2] \| Componența etnică conform recensământului din 2003[2] \| \| ----------------------------------------------------- \| ----------------------------------------------------- \| ----------------------------------------------------- \| ----------------------------------------------------- \| ----------------------------------------------------- \| \| \| \| \| \| \| \| Sârbi \| Sârbi \| \| 698 \| 47,06% \| \| Muntenegreni \| Muntenegreni \| \| 319 \| 21,51% \| \| Bosniaci \| Bosniaci \| \| 122 \| 8,22% \| \| Romi \| Romi \| \| 101 \| 6,81% \| \| Musulmani \| Musulmani \| \| 91 \| 6,13% \| \| Croați \| Croați \| \| 2 \| 0,13% \| \| Egipteni \| Egipteni \| \| 1 \| 0,06% \| \| necunoscută \| necunoscută \| \| 5 \| 0,33% \| |              |  |     |        |
| Componența etnică conform recensământului din 2003 |              |  |     |        |
| |              |  |     |        |
| Sârbi | Sârbi        |  | 698 | 47,06% |
| Muntenegreni | Muntenegreni |  | 319 | 21,51% |
| Bosniaci | Bosniaci     |  | 122 | 8,22%  |
| Romi | Romi         |  | 101 | 6,81%  |
| Musulmani | Musulmani    |  | 91  | 6,13%  |
| Croați | Croați       |  | 2   | 0,13%  |
| Egipteni | Egipteni     |  | 1   | 0,06%  |
| necunoscută | necunoscută  |  | 5   | 0,33%  |